# Hjortkvarn
Hjortkvarn is een plaats in de gemeente Hallsberg in het landschap Närke en de provincie Örebro län in Zweden. De plaats heeft 251 inwoners (2005) en een oppervlakte van 88 hectare.

## Verkeer en vervoer
Bij de plaats loopt de Riksväg 51.